# Sede vacante

El emblema de la Santa Sede en tiempos de sede vacante.

En la Iglesia católica, sede vacante (en latín: sede vacante, ablativo absoluto de sedes vacans, ‘con la silla [estando] vacía’) es el período y las circunstancias especiales que se dan cuando una diócesis o iglesia particular queda sin obispo o pastor. Para evitar un vacío absoluto de poder, estas circunstancias están previstas detalladamente en los cánones 416-430 del Código de Derecho Canónico.
El 21 de abril de 2025, tras el fallecimiento del papa Francisco, se dio inicio al último período de sede vacante apostólica concluyendo con la elección del papa León XIV tras el cónclave de 2025, el 8 de mayo.

## Sede apostólica vacante
Un caso absolutamente particular es la sede apostólica vacante (apostolica sedes vacans), período que transcurre tras la muerte o renuncia de un sumo pontífice y la asunción de su sucesor después de su elección por parte del cónclave. En este caso, quien permanece privada de su propia cabeza es la diócesis de Roma y, en consecuencia, toda la Iglesia católica.
La sede vacante, para el caso del papa, está regulada en la Primera Parte de la Constitución Apostólica de Juan Pablo II Universi Dominici Gregis (1996).
Benedicto XVI modificó algunas normas de esta Constitución en dos motu proprio de 2007 y de 22 de febrero de 2013.
La serie de los acontecimientos, en su orden, es:
- El cardenal camarlengo constata la muerte del pontífice llamándole tres veces por su nombre de pila. Todo esto en presencia del maestro de Celebraciones Litúrgicas, que durante todo el proceso hace de notario, del secretario y del canciller de la Cámara Apostólica.
- Se sella la cámara y el estudio del pontífice, y el camarlengo anuncia el deceso al vicario de Roma, así como también a la ciudad de Roma y al mundo.
- El Portón de Bronce del Palacio Apostólico se cierra por la mitad, y la campana mayor de San Pedro comunica el deceso.
- Los restos mortales son preparados y revestidos con los ornamentos episcopales: la mitra, señal de la dignidad episcopal y papal, pero sencilla (blanca), en señal de luto; la casulla (vestidura sacerdotal para la misa) de color rojo: color pontifical y del culto a los Apóstoles, también sencilla, el palio, una banda de lana blanca en forma de escapulario con cruces negras o rojas, símbolo de pastor, así como también la férula papal o cruz que hace de báculo pastoral.
- Por tres días el cuerpo del fallecido papa se expone a la veneración de los fieles en la Basílica de San Pedro.
- Los funerales solemnes son celebrados a los tres días de la muerte; el cuerpo se trata para que sea conservado durante todo este tiempo por técnicos especialistas.
- Tras la Missa exequialis, los restos del papa son introducidos en una triple caja de ciprés, plomo y nogal, y enterrado en el lugar que el mismo papa, en vida, haya designado, o si no, en algún lugar del Vaticano, que suele ser en las Grutas Vaticanas, debajo de la Basílica de San Pedro.
- Se celebran las novenas, es decir, las exequias en sufragio del alma del difunto, durante los siguientes nueve días.
- El cardenal camarlengo se encarga de destruir el anillo del Pescador, símbolo de San Pedro, y el sello de plomo del pontífice muerto.

Las funciones del papa no son asumidas por nadie. No hay, así, un «papa en funciones» ni nada similar, por lo que desde el momento de su muerte hasta después de conocido el nombre del nuevo papa, en la celebración de la misa, en el recuerdo de la plegaria eucarística por la Iglesia universal, se elimina el nombre del papa y se menciona únicamente al obispo diocesano, si la diócesis en cuestión se encuentra ubicada fuera de Roma, mientras que dentro de Roma, será mencionado el Colegio Cardenalicio. La administración ordinaria es desarrollada por este colegio de cardenales.
El cardenal camarlengo convoca a los cardenales para el cónclave para la elección del nuevo pontífice. Una vez llegados los cardenales, se convocan las congregaciones generales, en que los miembros del cónclave discuten sobre el futuro de la Iglesia. Para el cónclave, son elegidos al azar tres cardenales asistentes, entre los presentes, por cada uno de los órdenes (obispo, presbítero o diácono). El día señalado por el cardenal camarlengo empieza el cónclave, entre los 15 y 20 días después de la muerte del papa, aunque puede anticiparse si los cardenales ya están todos en Roma, según la última modificación de Benedicto XVI antes de su renuncia, en 2013.
A la muerte del papa, todos los cargos de la Curia Romana, así como el cardenal secretario de Estado cesan automáticamente en sus cargos, a excepción del cardenal camarlengo, el cardenal vicario de la Diócesis de Roma y del penitenciario mayor. El cardenal decano del Colegio Cardenalicio, esto es, el mayor en edad de los cardenales, ejerce la presidencia del colegio, preside habitualmente la misa exequial del pontífice y la misa de inauguración del cónclave, pro eligendo sumo pontífice.

## Sede vacante por renuncia
Aunque solamente se ha dado el caso de Benedicto XVI en la historia moderna (2013), también existe la opción de que la sede quede vacante por dimisión o renuncia del papa. En otros casos de la historia, ha sido por obligación o por circunstancias de divisiones o cismas, pero el Código de Derecho Canónico de 1983 establece que sea una renuncia expuesta de modo libre y con plena lucidez, sin necesidad, como es lógico, que sea aceptada por nadie. A la fecha elegida para el cese del pontificado, la sede queda vacante y el papa es tenido como «papa emérito». Como signo de este cese, también se destruyen los sellos y anillo del pescador. Al quedar la sede vacante en el momento designado, se convoca a los cardenales a Roma para, primero, las congregaciones generales y luego el cónclave, a los 15 o 20 días, o bien antes, al anunciarse con tiempo el momento exacto que empezará el periodo de interregno. Luego, los trámites son los mismos: cesan todos los cargos y empieza el cónclave.

## Lista de períodos de sede apostólica vacante desde elsigloXIX
La tabla siguiente indica la duración de los diferentes períodos en que se produjo sede vacante en la Santa Sede desde el siglo XIX hasta el presente. La fecha de finalización de la sede vacante presenta un enlace interno al cónclave correspondiente (ver además: Anexo:Cónclaves papales).
| Papa anterior | Papa posterior | Comienzo                 | Finalización             | Duración |
| ------------- | -------------- | ------------------------ | ------------------------ | -------- |
| Pío VI        | Pío VII        | 30 de agosto de 1799     | 14 de marzo de 1800      | 207 días |
| Pío VII       | León XII       | 21 de agosto de 1823     | 28 de septiembre de 1823 | 39 días  |
| León XII      | Pío VIII       | 11 de febrero de 1829    | 31 de marzo de 1829      | 49 días  |
| Pío VIII      | Gregorio XVI   | 1 de diciembre de 1830   | 2 de febrero de 1831     | 63 días  |
| Gregorio XVI  | Pío IX         | 2 de junio de 1846       | 16 de junio de 1846      | 15 días  |
| Pío IX        | León XIII      | 8 de febrero de 1878     | 20 de febrero de 1878    | 13 días  |
| León XIII     | Pío X          | 21 de julio de 1903      | 4 de agosto de 1903      | 15 días  |
| Pío X         | Benedicto XV   | 21 de agosto de 1914     | 3 de septiembre de 1914  | 14 días  |
| Benedicto XV  | Pío XI         | 23 de enero de 1922      | 6 de febrero de 1922     | 15 días  |
| Pío XI        | Pío XII        | 11 de febrero de 1939    | 2 de marzo de 1939       | 20 días  |
| Pío XII       | Juan XXIII     | 10 de octubre de 1958    | 28 de octubre de 1958    | 19 días  |
| Juan XXIII    | Pablo VI       | 4 de junio de 1963       | 21 de junio de 1963      | 18 días  |
| Pablo VI      | Juan Pablo I   | 7 de agosto de 1978      | 26 de agosto de 1978     | 20 días  |
| Juan Pablo I  | Juan Pablo II  | 29 de septiembre de 1978 | 16 de octubre de 1978    | 18 días  |
| Juan Pablo II | Benedicto XVI  | 3 de abril de 2005       | 19 de abril de 2005      | 17 días  |
| Benedicto XVI | Francisco      | 28 de febrero de 2013    | 13 de marzo de 2013      | 13 días  |
| Francisco     | León XIV       | 21 de abril de 2025      | 8 de mayo de 2025        | 18 días  |

## Sede episcopal vacante
En el caso del obispo, puede quedar su sede vacante en caso de renuncia aceptada desde Roma (por edad, a los 75 años), por traslado, por fallecimiento o por cese. En este caso, también cesan todos los cargos de la Curia Diocesana, y se nombra un administrador apostólico desde Roma o se elige un sacerdote como administrador diocesano desde el Consejo Presbiteral, a no ser que exista un obispo coadjutor, que asume el cargo al cese del titular. Estando la sede vacante, el papa, con la ayuda de la Congregación para los Obispos, designa un nuevo titular para la diócesis, que debe tomar posesión en poco tiempo de ser nombrado, o, si no es sacerdote, al tiempo de ser ordenado. 
Si el obispo diocesano es cardenal y el cónclave lo elige papa, se declara la sede vacante hasta que se nombre a su sucesor.